# Miheil Gelovani
Miheil Gelovani (gru. მიხეილ გელოვანი, rusificiran kao Михаи́л Гео́ргиевич Гелова́ни, Larusia, 6. siječnja 1893. – Moskva, 21. prosinca 1956.) bio je gruzijsko-sovjetski filmski i kazališni glumac i redatelj, poznat po brojnim prikazima Staljina u svojim filmovima.

## Životopis

### Rani život
Miheil Gelovani je izravni potomak stare gruzijske kneževske obitelji Gelovani. Glumačku karijeru započeo je u kazalištu u Batumi tijekom 1913. godine. 1919. i 1920. pohađao je dramsku školu u Tiflisu. Nakon završetka dramske škole postaje član glumačke postave u Rustaviju, gdje je glumio u gradskom kazalištu pune dvije godine. Od 1923. radi kao glumac i redatelj u "Goskinprom film studio", najvećem i najsnažnijem filmkom poduzeću u cijeloj Gruziji, koja je nakon Prvog svjetskog rata postala dio Sovjetskog saveza. Na filmskoj sceni debitirao je 1924. u filmu "Tri života". Još iste godine se preselio u armeniski dio SSSR-a, gdje je radio kao filmski redatelj. Uz svoj filmski rad, nastavljao se pojavljivati u kazalištu, a glumio je u Kutaisiu i Bakuu. 1936. vratio se glumačkom ansamblu kazališta u Rustaviju i ondje ostao tri godine.

### Prijeratni život
1938. prvi put je prikazan film "Velika zora" u kojoj je Gelovani tumači ulogu Staljina, za kojeg je dobio odlikovanje crvenog reda (eng. Order of the Red Banner of Labour, rus. Орден Трудового Красного Знамени) 1. veljače 1939. i Staljinovu nagradu 1941. Nakon te uloge, Gelovani je postao filmski sinonim za Staljina, te ga je glumio u dvanaest filmova do Staljinove smrti. Takvu ulogu uspio je izgraditi na fizičkoj sličnosti sa Staljinom, građom tijela, a vrlo brzo je i savladao njegov način govora. Navodno je i sam Staljin obožavao gledati Gelovania kao svoje utjelovljenje, posebice zato što je imitirao njegov glas "do savršenstva", bez obzira na svoje gruzijske korijene. Odličnom dikcijom i vještim govorenjem ruskog prikazao je ulogu Staljina 12 puta, čime je ušao u Guinessovu knjigu rekorda kao "glumac koji je najviše puta tumačio ulogu jedne povijesne osobe." Kada se sastao s glavnim tajnikom najvećeg državnog filmskog poduzeća, tajnik ga je uzrujano pitao: "Temeljito sam vas promatrao... Ne gubite vrijeme, zar ne?" Gelovanijeva filmska karijera umnogome je pridonijela jačanju Staljinova kulta ličnosti, a Staljin ga je i sam nazivao jednim od "najvjernijim i najodanijim sljedbenikom". Geloveli je pridonio pozitivnom prikazivanju Staljina, baš kao što je Sergej Eisenstein u filmu "Ivan Grozni".

### Poslijeratni uspjesi
Iako je zbog svoje uloge Staljina osovjio publiku diljem SSSR-a, u svom drugom filmu nije glumio Staljina, da ga ne bi prikazali smrtnikom. " Od 1942. – 1948.  bio je član glumačke postave u Moskovskom kazalištu, gdje je tumačio sporedne uloge. Krajem Drugog svjetskog rata vraća se ulozi Staljina, te je i za sljedeće uloge dobivao razne pohvale i nagrade. Svojom uvjerljivom glumom Staljina, kritičari su ga prozvali "Arhitektom Staljinove pobjede". U poslijeratnim filmovima (Zavjet, Pad Berlina, Nezaboravna 1919. godina) Staljina je prikazao u ulozi vođe i osloboditelja ruskog naroda, "Ruskog živog Boga". Za uloge filmovima Obrana Tsarytsyna, Pad Berlina i Zavjet dobio je tri Staljinove nagrade, te titulu najboljeg umjetnika u SSSR-u. Nakon Staljinove smrti 1953., Gelovani je više puta odbijen za uloge u drugim filmovima, zbog već izgrađenog "Staljinovog kulta". Do 1956. glumio je u Moskovskom kazalištu (rus. Государственный театр киноактёра), gdje je također glumio u mnogobrojnim ruskim povijesnim dramama. Andreas Klib zapisao je da je "Gelovani završio svoj život vrlo skromno, bolje rečeno jadno". Umro je 21. prosinca 1956. u 63. godini života. Pokopan je na groblju Novodevichy uz svoju ženu Ludmilu. Dolaskom Nikite Hruščova na vlast većina scena i filmova u kojem je glumio Staljina bile su izbrisane i zabranjene, čime je Gelovanijevo ime pomalo zaboravljeno.

## Filmografija

### Glumačke uloge
| Godina | Film                                                                    |
| ------ | ----------------------------------------------------------------------- |
| 1924.  | Tri života                                                              |
| 1925.  | Jahač s divljeg zapada (eng. Rider from the Wild West)                  |
| 1926.  | Deveti val (eng. The Ninth Wave)                                        |
| 1927.  | Dva lovca (eng. Two hunters)                                            |
| 1927.  | Zli duh (eng. Evil Spirit)                                              |
| 1931.  | Zabit (eng. Out of the Way!)                                            |
| 1934.  | Doviđenja (eng. Good-bye)                                               |
| 1934.  | The Last Masquerade                                                     |
| 1937.  | The Return of Maxim                                                     |
| 1937.  | Dolina naranči (eng. Orange Valley)                                     |
| 1938.  | Čovjek s pištoljem (eng. The Man with the Gun)                          |
| 1938.  | Velika zora (eng. The Great Dawn)                                       |
| 1939.  | Lenjin 1918. (eng. Lenin in 1918) (scene izbrisane)                     |
| 1939.  | The Vyborg Side                                                         |
| 1940.  | Sibirci (eng. Siberians)                                                |
| 1941.  | Valery Chkalov (scene izbrisane)                                        |
| 1942.  | Obrana Tsaritsyna (eng. The Defense of Tsaritsyn)                       |
| 1946.  | Zavjet (eng. The Vow) (zabranjen)                                       |
| 1949.  | Pad Berlina (eng. The Fall of Berlin) (zabranjen)                       |
| 1953.  | The Fires of Baku (scene izbrisane)                                     |
| 1952.  | Rudari Dona (eng. Miners of the Don)                                    |
| 1952.  | Nezaboravna 1919. godina (eng. The Unforgettable Year 1919) (zabranjen) |
| 1953.  | Jambyl Jabayev                                                          |
| 1953.  | Neprijateljski vihori (eng. Hostile Whirlwinds) (scene izbrisane)       |

### Redateljski rad
| Godina | Film                               |
| ------ | ---------------------------------- |
| 1927.  | Zli duh (eng. Evil Spirit)         |
| 1929.  | Pobjeda mladih (eng. Youth Wins)   |
| 1931.  | Deed of Valour                     |
| 1931.  | Rasna istina (eng. True Caucasian) |

## Vanjske poveznice
- Miheil Gelovani na IMDb-u  (engl.)
- Miheil Gelovani - kino-teatr.ru.
- Miheil Gelovani - russiancinema.ru  Arhivirana inačica izvorne stranice od 30. studenoga 2011. (Wayback Machine)
- Miheil Gelovani - kinosozvezdie.ru.